# 1. česká hokejová liga 2018/2019
1. česká hokejová liga 2018/19 byla 26. ročníkem druhé nejvyšší soutěže v ledním hokeji na území České republiky.

## Změny z minulé sezóny
Z předchozího ročníku extraligy do tohoto ročníku sestoupil tým HC Dukla Jihlava, do extraligy postoupil tým HC Energie Karlovy Vary. Soutěž je od minulého ročníku nesestupová a bude se každý rok rozšiřovat o jeden postupující tým ze 2. ligy. Z ní do tohoto ročníku postoupil tým HC RT Torax Poruba. SK Kadaň před zahájením sezony sice podal přihlášku do Chance Ligy 2018/19, z finančních důvodů ale jednal o výměně soutěže s některým z druholigových klubů. Zájem o prvoligovou licenci projevily BK Havlíčkův Brod a SHK Hodonín. HC Baník Sokolov měl taktéž zájem, ale finanční hospodaření by přesáhlo jeho možnosti. Nakonec Kadaň do tohoto ročníku nastoupila.

## Finanční odměna
10. září 2018 oznámil prezident českého hokeje Tomáš Král finanční odměny pro vítěze Chance ligy a 2. ligy. Pro vítěze Chance ligy je odměna 750 tisíc korun a pro vítěze 2. ligy 500 tisíc korun. 

## Kluby podle krajů
- Hlavní město Praha: HC Slavia Praha
- Středočeský kraj: HC Benátky nad Jizerou, Rytíři Kladno
- Jihočeský kraj: ČEZ Motor České Budějovice
- Ústecký kraj: HC Stadion Litoměřice, SK Kadaň, HC Slovan Ústí nad Labem
- Vysočina: SK Horácká Slavia Třebíč, HC Dukla Jihlava
- Olomoucký kraj: LHK Jestřábi Prostějov, HC Zubr Přerov
- Moravskoslezský kraj: AZ Residomo Havířov, HC Frýdek-Místek, HC RT Torax Poruba
- Zlínský kraj: VHK Robe Vsetín

## Systém soutěže

### Základní část
V první lize bude hrát oproti předešlé sezóně 15 klubů. V základní části se celky střetnou každý s každým dvakrát na domácím hřišti a dvakrát na hřišti soupeře, celkem se tedy odehraje 60 kol s tím, že každý tým odehraje 56 zápasů.

### Playoff
Prvních 8 týmů postupuje do čtvrtfinále playoff. Ve čtvrtfinále playoff se utká první s osmým, druhý se sedmým, třetí se šestým a čtvrtý s pátým (podle pořadí v základní části). Všechny čtvrtfinálové série se hrají na čtyři vítězná utkání. Postoupivší ze čtvrtfinále spolu vytvoří dvojice v semifinále, a to tím způsobem, že tým nejlépe postavený v tabulce po základní části se utkal s mužstvem nejhůře postaveným a zbylé dva týmy vytvořily druhou dvojici. Vítězové těchto dvou semifinále, jež se hrají taktéž na čtyři vítězná utkání, postupují do baráže o extraligu, v níž se utkají se dvěma nejhoršími extraligovými týmy po zápasech o umístění.

## Základní část

### Konečná tabulka[5]
| Poř. | Tým                        | Z  | V  | VP | PP | P  | VG  | OG  | B   |
| ---- | -------------------------- | -- | -- | -- | -- | -- | --- | --- | --- |
| 1.   | HC Dukla Jihlava           | 56 | 33 | 8  | 3  | 12 | 210 | 119 | 118 |
| 2.   | VHK ROBE Vsetín            | 56 | 32 | 7  | 2  | 15 | 207 | 150 | 112 |
| 3.   | ČEZ Motor České Budějovice | 56 | 30 | 7  | 2  | 17 | 184 | 134 | 106 |
| 4.   | Rytíři Kladno              | 56 | 30 | 4  | 6  | 16 | 194 | 152 | 104 |
| 5.   | HC Zubr Přerov             | 56 | 28 | 2  | 8  | 18 | 162 | 135 | 96  |
| 6.   | AZ Residomo Havířov        | 56 | 28 | 3  | 2  | 23 | 172 | 145 | 92  |
| 7.   | LHK Jestřábi Prostějov     | 56 | 26 | 5  | 3  | 22 | 198 | 171 | 91  |
| 8.   | HC Stadion Litoměřice      | 56 | 26 | 5  | 3  | 22 | 189 | 164 | 91  |
| 9.   | HC Frýdek-Místek           | 56 | 26 | 3  | 6  | 21 | 191 | 174 | 90  |
| 10.  | SK Horácká Slavia Třebíč   | 56 | 18 | 12 | 4  | 22 | 166 | 156 | 82  |
| 11.  | HC Slavia Praha            | 56 | 21 | 1  | 12 | 22 | 167 | 186 | 77  |
| 12.  | HC RT TORAX Poruba 2011    | 56 | 18 | 7  | 2  | 29 | 168 | 183 | 70  |
| 13.  | HC Benátky nad Jizerou     | 56 | 14 | 3  | 8  | 31 | 137 | 199 | 56  |
| 14.  | HC Slovan Ústí nad Labem   | 56 | 12 | 2  | 7  | 35 | 139 | 220 | 47  |
| 15.  | SK Kadaň                   | 56 | 8  | 1  | 2  | 45 | 106 | 302 | 28  |

| Vysvětlivka                   |
| ----------------------------- |
| Postup do čtvrtfinále playoff |
| Sezóna pro daný tým skončila  |

### Hráčské statistiky základní části

#### Kanadské bodování
Toto je konečné pořadí hráčů podle dosažených bodů. Za jeden vstřelený gól nebo přihrávku na gól hráč získal jeden bod.
| Poř. | Hráč               | Tým                    | Z  | G  | A  | B  | TM | +/- |
| ---- | ------------------ | ---------------------- | -- | -- | -- | -- | -- | --- |
| 1.   | Luboš Rob          | VHK ROBE Vsetín        | 56 | 39 | 26 | 65 | 36 | 18  |
| 2.   | Antonín Pechanec   | VHK ROBE Vsetín        | 53 | 21 | 43 | 64 | 44 | 14  |
| 3.   | Tomáš Divíšek      | LHK Jestřábi Prostějov | 49 | 27 | 36 | 63 | 57 | 0   |
| 4.   | Markus Korkiakoski | HC Stadion Litoměřice  | 53 | 24 | 33 | 57 | 32 | 21  |
| 5.   | Marek Račuk        | LHK Jestřábi Prostějov | 47 | 14 | 42 | 56 | 32 | 9   |
| 6.   | Lukáš Žálčík       | LHK Jestřábi Prostějov | 45 | 32 | 22 | 54 | 20 | 24  |
| 7.   | Martin Kadlec      | HC Stadion Litoměřice  | 44 | 25 | 29 | 54 | 46 | 13  |
| 8.   | Matěj Pekr         | HC Dukla Jihlava       | 49 | 32 | 21 | 53 | 38 | 19  |
| 9.   | Lukáš Anděl        | HC Dukla Jihlava       | 56 | 21 | 32 | 53 | 10 | 27  |
| 10.  | Vít Jonák          | VHK ROBE Vsetín        | 56 | 19 | 34 | 53 | 30 | 22  |

#### Hodnocení brankářů
Toto je konečné pořadí nejlepších deset brankářů.
| Poř. | Hráč             | Tým                        | Z  | MIN  | OG | PZ   | PS   | POG  | Úsp%  |
| ---- | ---------------- | -------------------------- | -- | ---- | -- | ---- | ---- | ---- | ----- |
| 1.   | Lukáš Klimeš     | HC Zubr Přerov             | 45 | 2653 | 94 | 1182 | 1276 | 2.13 | 92.63 |
| 2.   | Niklas Lundström | HC Dukla Jihlava           | 28 | 1612 | 51 | 635  | 686  | 1.90 | 92.57 |
| 3.   | Petr Kváča       | ČEZ Motor České Budějovice | 19 | 1132 | 34 | 413  | 447  | 1.80 | 92.39 |
| 4.   | Lukáš Cikánek    | Rytíři Kladno              | 26 | 1548 | 60 | 695  | 755  | 2.33 | 92.05 |
| 5.   | Daniel Dolejš    | HC RT TORAX Poruba 2011    | 32 | 1900 | 97 | 1093 | 1190 | 3.06 | 91.85 |
| 6.   | Lukáš Dostál     | SK Horácká Slavia Třebíč   | 24 | 1465 | 61 | 658  | 719  | 2.50 | 91.52 |
| 7.   | Jan Brož         | HC Dukla Jihlava           | 26 | 1543 | 53 | 570  | 623  | 2.06 | 91.49 |
| 8.   | David Gába       | VHK ROBE Vsetín            | 28 | 1505 | 60 | 633  | 693  | 2.39 | 91.34 |
| 9.   | Jan Strmeň       | ČEZ Motor České Budějovice | 38 | 2202 | 80 | 839  | 919  | 2.18 | 91.29 |
| 10.  | Marek Schwarz    | HC Benátky nad Jizerou     | 23 | 1390 | 66 | 677  | 743  | 2.85 | 91.12 |

## Play-off

### Pavouk
|  | Čtvrtfinále                | Čtvrtfinále                |                  |       | Semifinále | Semifinále |  |  | Baráž | Baráž |
|  |                            |                            |                  |       |            |            |  |  |       |       |
|  |                            |                            |                  |       |            |            |  |  |       |       |
|  | HC Dukla Jihlava           | 4                          |                  |       |            |            |  |  |       |       |
|  | HC Dukla Jihlava           | 4                          |                  |       |            |            |  |  |       |       |
|  | HC Stadion Litoměřice      | 1                          |                  |       |            |            |  |  |       |       |
|  | HC Stadion Litoměřice      | 1                          | HC Dukla Jihlava | 1     |            |            |  |  |       |       |
|  |                            |                            | HC Dukla Jihlava | 1     |            |            |  |  |       |       |
|  |                            | Rytíři Kladno              | 4                |       |            |            |  |  |       |       |
|  | Rytíři Kladno              | Rytíři Kladno              | 4                | 4     |            |            |  |  |       |       |
|  | Rytíři Kladno              |                            |                  | 4     |            |            |  |  |       |       |
|  | HC Zubr Přerov             | 1                          |                  |       |            |            |  |  |       |       |
|  | HC Zubr Přerov             | 1                          | Rytíři Kladno    | Baráž |            |            |  |  |       |       |
|  |                            |                            | Rytíři Kladno    | Baráž |            |            |  |  |       |       |
|  |                            | ČEZ Motor České Budějovice | Baráž            |       |            |            |  |  |       |       |
|  | VHK ROBE Vsetín            | ČEZ Motor České Budějovice | Baráž            | 4     |            |            |  |  |       |       |
|  | VHK ROBE Vsetín            |                            |                  | 4     |            |            |  |  |       |       |
|  | LHK Jestřábi Prostějov     | 3                          |                  |       |            |            |  |  |       |       |
|  | LHK Jestřábi Prostějov     | 3                          | VHK ROBE Vsetín  | 1     |            |            |  |  |       |       |
|  |                            |                            | VHK ROBE Vsetín  | 1     |            |            |  |  |       |       |
|  |                            | ČEZ Motor České Budějovice | 4                |       |            |            |  |  |       |       |
|  | ČEZ Motor České Budějovice | ČEZ Motor České Budějovice | 4                | 4     |            |            |  |  |       |       |
|  | ČEZ Motor České Budějovice |                            |                  | 4     |            |            |  |  |       |       |
|  | AZ Residomo Havířov        | 2                          |                  |       |            |            |  |  |       |       |
|  | AZ Residomo Havířov        | 2                          |                  |       |            |            |  |  |       |       |

### Čtvrtfinále

#### Jihlava (1.) – Litoměřice (8.)
| 1. března 2019 17:30 | HC Dukla Jihlava | 5:2 (1:1, 3:0, 1:1) | HC Stadion Litoměřice | Horácký zimní stadion Jihlava, Jihlava Návštěvnost: 2811 |  |

| Zpráva | |                             | |                                                                  |
| Niklas Lundström | Niklas Lundström | Brankáři                    | Tomáš Král                                                                                           | Rozhodčí: Michal Dědek Tomáš Cabák Čároví: Karel Lukš Jiří Novák |
| 14:52 Matěj Pekr (Lukáš Anděl) 24:11 Jan Holý (Juraj Bezúch, Adam Zeman) 26:54 Adam Zeman (Martin Matějíček) 30:46 Adam Zeman (Jan Holý, Juraj Bezúch) 59:46 Vlastimil Dostálek (David Kajínek, Nicolas Werbik) | 14:52 Matěj Pekr (Lukáš Anděl) 24:11 Jan Holý (Juraj Bezúch, Adam Zeman) 26:54 Adam Zeman (Martin Matějíček) 30:46 Adam Zeman (Jan Holý, Juraj Bezúch) 59:46 Vlastimil Dostálek (David Kajínek, Nicolas Werbik) | 0:1 1:1 2:1 3:1 4:1 4:2 5:2 | 4:42 David Merta (Patrik Marcel, Aleš Pavlas) 49:21 Peter Jánský (Markus Korkiakoski, Patrik Marcel) | Rozhodčí: Michal Dědek Tomáš Cabák Čároví: Karel Lukš Jiří Novák |
| 20 min | 20 min | Tresty                      | 8 min                                                                                                | Rozhodčí: Michal Dědek Tomáš Cabák Čároví: Karel Lukš Jiří Novák |
| 38 | 38 | Střely                      | 21                                                                                                   | Rozhodčí: Michal Dědek Tomáš Cabák Čároví: Karel Lukš Jiří Novák |

| 2. března 2019 17:30 | HC Dukla Jihlava | 1:4 (1:1, 0:3, 0:0) | HC Stadion Litoměřice | Horácký zimní stadion Jihlava, Jihlava Návštěvnost: 2884 |  |

| Zpráva                          |                                 |                     | |                                                                         |
| Niklas Lundström                | Niklas Lundström                | Brankáři            | Martin Michajlov | Rozhodčí: Filip Vrba Štěpán Souček Čároví: Václav Beneš Milan Gančarčík |
| 9:24 Josef Skořepa (Matěj Pekr) | 9:24 Josef Skořepa (Matěj Pekr) | 1:0 1:1 1:2 1:3 1:4 | 17:34 Peter Jánský (Markus Korkiakoski, Jiří Průžek) 23:20 Ondřej Smetana (Peter Jánský, Přemysl Svoboda) 27:24 Jiří Průžek (David Merta, Martin Kadlec) 32:43 Daniel Voženílek (Martin Kadlec, Jiří Průžek) | Rozhodčí: Filip Vrba Štěpán Souček Čároví: Václav Beneš Milan Gančarčík |
| 43 min                          | 43 min                          | Tresty              | 44 min | Rozhodčí: Filip Vrba Štěpán Souček Čároví: Václav Beneš Milan Gančarčík |
| 44                              | 44                              | Střely              | 23 | Rozhodčí: Filip Vrba Štěpán Souček Čároví: Václav Beneš Milan Gančarčík |

| 5. března 2019 18:00 | HC Stadion Litoměřice | 3:4 SN (0:1, 2:1, 1:1 - 0:0 - 0:1) | HC Dukla Jihlava | Kalich aréna, Litoměřice Návštěvnost: 1740 |  |

| Zpráva | |                             | |                                                                          |
| Tomáš Král | Tomáš Král | Brankáři                    | Niklas Lundström | Rozhodčí: Jan Doležal Tomáš Micka Čároví: Richard Coubal Ondřej Kokrment |
| 24:07 Vadim Shchegolkov (Ondřej Smetana, Přemysl Svoboda) 24:44 Jan Dluhoš (Markus Korkiakoski, Peter Jánský) 49:45 Vojtěch Kropáček (Patrik Marcel, Filip Jirásek) | 24:07 Vadim Shchegolkov (Ondřej Smetana, Přemysl Svoboda) 24:44 Jan Dluhoš (Markus Korkiakoski, Peter Jánský) 49:45 Vojtěch Kropáček (Patrik Marcel, Filip Jirásek) | 0:1 1:1 2:1 2:2 3:2 3:3 3:4 | 1:57 Juraj Bezúch (Jan Pohl, Adam Zeman) 30:40 Juraj Bezúch (Jan Holý, Adam Zeman) 54:29 Juraj Bezúch (Jakub Suchánek, David Kajínek) 70:00 Tomáš Čachotský (rozhodující nájezd) | Rozhodčí: Jan Doležal Tomáš Micka Čároví: Richard Coubal Ondřej Kokrment |
| 12 min | 12 min | Tresty                      | 32 min | Rozhodčí: Jan Doležal Tomáš Micka Čároví: Richard Coubal Ondřej Kokrment |
| 27 | 27 | Střely                      | 47 | Rozhodčí: Jan Doležal Tomáš Micka Čároví: Richard Coubal Ondřej Kokrment |

| 6. března 2019 18:00 | HC Stadion Litoměřice | 3:6 (3:2, 0:3, 0:1) | HC Dukla Jihlava | Kalich aréna, Litoměřice Návštěvnost: 1700 |  |

| Zpráva | |                                     | |                                                                            |
| Tomáš Král | Tomáš Král | Brankáři                            | Niklas Lundström | Rozhodčí: Michal Dědek Michal Kostourek Čároví: David Otáhal David Polonyi |
| 1:52 Otakar Šik (Aleš Pavlas, Peter Jánský) 3:18 Peter Jánský (Markus Korkiakoski, Daniel Voženílek) 18:28 Vadim Shchegolkov (Přemysl Svoboda, Jan Dluhoš) | 1:52 Otakar Šik (Aleš Pavlas, Peter Jánský) 3:18 Peter Jánský (Markus Korkiakoski, Daniel Voženílek) 18:28 Vadim Shchegolkov (Přemysl Svoboda, Jan Dluhoš) | 1:0 2:0 2:1 2:2 3:2 3:3 3:4 3:5 3:6 | 3:41 Juraj Bezúch (Tomáš Jiránek, Jan Pohl) 18:15 Tomáš Jiránek (Martin Matějíček, Adam Zeman) 21:18 Vlastimil Dostálek (Tomáš Harkabus) 25:24 Michal Hlinka (Lukáš Anděl, Václav Půža) 34:27 Lukáš Klíma (Václav Půža) 57:08 Josef Skořepa (Lukáš Anděl, Tomáš Čachotský) | Rozhodčí: Michal Dědek Michal Kostourek Čároví: David Otáhal David Polonyi |
| 6 min | 6 min | Tresty                              | 12 min | Rozhodčí: Michal Dědek Michal Kostourek Čároví: David Otáhal David Polonyi |
| 18 | 18 | Střely                              | 36 | Rozhodčí: Michal Dědek Michal Kostourek Čároví: David Otáhal David Polonyi |

| 8. března 2019 17:30 | HC Dukla Jihlava | 4:2 (1:1, 2:0, 1:1) | HC Stadion Litoměřice | Horácký zimní stadion Jihlava, Jihlava Návštěvnost: 2937 |  |

| Zpráva | |                         | |                                                                                |
| David Honzík | David Honzík | Brankáři                | Tomáš Král                                                                                         | Rozhodčí: Svatopluk Kopeček Josef Barek Čároví: Richard Coubal Ondřej Kokrment |
| 0:10 Josef Skořepa (David Kajínek, Jan Pohl) 32:06 Jan Holý (Jakub Suchánek, Tomáš Čachotský) 36:36 Matěj Pekr (Lukáš Anděl, Martin Matějíček) 59:59 Adam Zeman (Jan Holý) | 0:10 Josef Skořepa (David Kajínek, Jan Pohl) 32:06 Jan Holý (Jakub Suchánek, Tomáš Čachotský) 36:36 Matěj Pekr (Lukáš Anděl, Martin Matějíček) 59:59 Adam Zeman (Jan Holý) | 1:0 1:1 2:1 3:1 3:2 4:2 | 6:06 Markus Korkiakoski (Martin Kadlec) 48:28 Martin Kadlec (Daniel Voženílek, Markus Korkiakoski) | Rozhodčí: Svatopluk Kopeček Josef Barek Čároví: Richard Coubal Ondřej Kokrment |
| 26 min | 26 min | Tresty                  | 14 min                                                                                             | Rozhodčí: Svatopluk Kopeček Josef Barek Čároví: Richard Coubal Ondřej Kokrment |
| 32 | 32 | Střely                  | 34                                                                                                 | Rozhodčí: Svatopluk Kopeček Josef Barek Čároví: Richard Coubal Ondřej Kokrment |

Konečný stav série 4:1 na zápasy pro HC Dukla Jihlava

#### Vsetín (2.) – Prostějov (7.)
| 1. března 2019 17:30 | VHK ROBE Vsetín | 3:0 (1:0, 1:0, 1:0) | LHK Jestřábi Prostějov | Na Lapači, Vsetín Návštěvnost: 4520 |  |

| Zpráva | |             |              |                                                                         |
| Jan Šelepněv | Jan Šelepněv | Brankáři    | Jakub Neužil | Rozhodčí: Jan Doležal Matěj Sýkora Čároví: Martin Tvrdík Miroslav Šimán |
| 8:53 Luboš Rob (Bez asistence) 37:27 Luboš Rob (Antonín Pechanec, Peter Mikuš) 56:10 Mitchell Theoret (Ondřej Slováček, Vít Jonák) | 8:53 Luboš Rob (Bez asistence) 37:27 Luboš Rob (Antonín Pechanec, Peter Mikuš) 56:10 Mitchell Theoret (Ondřej Slováček, Vít Jonák) | 1:0 2:0 3:0 |              | Rozhodčí: Jan Doležal Matěj Sýkora Čároví: Martin Tvrdík Miroslav Šimán |
| 10 min | 10 min | Tresty      | 42 min       | Rozhodčí: Jan Doležal Matěj Sýkora Čároví: Martin Tvrdík Miroslav Šimán |
| 40 | 40 | Střely      | 22           | Rozhodčí: Jan Doležal Matěj Sýkora Čároví: Martin Tvrdík Miroslav Šimán |

| 2. března 2019 17:30 | VHK ROBE Vsetín | 4:3 PP (0:0, 1:0, 2:3 - 1:0) | LHK Jestřábi Prostějov | Na Lapači, Vsetín Návštěvnost: 4810 |  |

| Zpráva | |                             | |                                                                                 |
| Jan Šelepněv | Jan Šelepněv | Brankáři                    | Jakub Neužil | Rozhodčí: Michal Dědek Svatopluk Kopeček Čároví: Marian Poruba Vladimír Rožánek |
| 26:08 Jiří Karafiát (Ondřej Slováček, David Vítek) 51:06 Jakub Teper (Luboš Rob, Vít Jonák) 57:47 Antonín Pechanec (Bez asistence) 61:08 Radim Kucharczyk (David Březina, Roman Rác) | 26:08 Jiří Karafiát (Ondřej Slováček, David Vítek) 51:06 Jakub Teper (Luboš Rob, Vít Jonák) 57:47 Antonín Pechanec (Bez asistence) 61:08 Radim Kucharczyk (David Březina, Roman Rác) | 1:0 2:0 2:1 3:1 3:2 3:3 4:3 | 53:01 Daniel Kolář (Jan Starý, Dušan Žovinec) 58:16 Jakub Husa (Lukáš Volf) 59:20 Lukáš Volf (Jakub Husa, Marek Račuk) | Rozhodčí: Michal Dědek Svatopluk Kopeček Čároví: Marian Poruba Vladimír Rožánek |
| 14 min | 14 min | Tresty                      | 28 min | Rozhodčí: Michal Dědek Svatopluk Kopeček Čároví: Marian Poruba Vladimír Rožánek |
| 36 | 36 | Střely                      | 40 | Rozhodčí: Michal Dědek Svatopluk Kopeček Čároví: Marian Poruba Vladimír Rožánek |

| 5. března 2019 18:00 | LHK Jestřábi Prostějov | 4:3 PP (1:1, 1:0, 1:2 - 1:0) | VHK ROBE Vsetín | Zimní stadion Prostějov, Prostějov Návštěvnost: 3193 |  |

| Zpráva | |                             | |                                                                        |
| Jakub Neužil | Jakub Neužil | Brankáři                    | David Gába | Rozhodčí: Štěpán Souček Jiří Ondráček Čároví: Roman Zídek David Otáhal |
| 14:10 David Dvořáček (Ladislav Havlík) 33:27 Jan Starý (Tomáš Divíšek) 48:28 Lukáš Volf (Tomáš Divíšek, Tomáš Nouza) 65:46 David Dvořáček (Bez asistence) | 14:10 David Dvořáček (Ladislav Havlík) 33:27 Jan Starý (Tomáš Divíšek) 48:28 Lukáš Volf (Tomáš Divíšek, Tomáš Nouza) 65:46 David Dvořáček (Bez asistence) | 0:1 1:1 2:1 2:2 3:2 3:3 4:3 | 6:11 Vojtěch Šilhavý (Jakub Teper) 46:49 Vojtěch Šilhavý (Jiří Drtina, Ondřej Kopta) 58:55 Vojtěch Šilhavý (Jakub Teper, Mitchell Theoret) | Rozhodčí: Štěpán Souček Jiří Ondráček Čároví: Roman Zídek David Otáhal |
| 2 min | 2 min | Tresty                      | 6 min | Rozhodčí: Štěpán Souček Jiří Ondráček Čároví: Roman Zídek David Otáhal |
| 30 | 30 | Střely                      | 35 | Rozhodčí: Štěpán Souček Jiří Ondráček Čároví: Roman Zídek David Otáhal |

| 6. března 2019 18:00 | LHK Jestřábi Prostějov | 3:4 SN (1:0, 0:3, 2:0 - 0:0 - 0:1) | VHK ROBE Vsetín | Zimní stadion Prostějov, Prostějov Návštěvnost: 3521 |  |

| Zpráva | |                             | |                                                                     |
| Jakub Neužil | Jakub Neužil | Brankáři                    | Jan Šelepněv | Rozhodčí: Robert Čech Matěj Sýkora Čároví: Milan Štofa Václav Beneš |
| 12:46 Marek Račuk (Lukáš Žálčík, David Dvořáček) 39:41 David Dvořáček (Lukáš Žálčík, Filip Hanták) 39:57 Tomáš Nouza (Tomáš Divíšek, Jan Starý) | 12:46 Marek Račuk (Lukáš Žálčík, David Dvořáček) 39:41 David Dvořáček (Lukáš Žálčík, Filip Hanták) 39:57 Tomáš Nouza (Tomáš Divíšek, Jan Starý) | 1:0 1:1 1:2 1:3 2:3 3:3 3:4 | 29:22 David Březina (Antonín Pechanec, Peter Mikuš) 32:18 David Březina (Jakub Teper, Ondřej Kopta) 37:53 Vít Jonák (Jakub Teper, Luboš Rob) 70:00 David Březina (rozhodující nájezd) | Rozhodčí: Robert Čech Matěj Sýkora Čároví: Milan Štofa Václav Beneš |
| 10 min | 10 min | Tresty                      | 26 min | Rozhodčí: Robert Čech Matěj Sýkora Čároví: Milan Štofa Václav Beneš |
| 33 | 33 | Střely                      | 42 | Rozhodčí: Robert Čech Matěj Sýkora Čároví: Milan Štofa Václav Beneš |

| 8. března 2019 18:00 | VHK ROBE Vsetín | 2:4 (0:1, 1:2, 1:1) | LHK Jestřábi Prostějov | Na Lapači, Vsetín Návštěvnost: 4520 |  |

| Zpráva                                                                                                | |                         | |                                                                  |
| Jan Šelepněv                                                                                          | Jan Šelepněv                                                                                          | Brankáři                | Jakub Neužil | Rozhodčí: Jan Doležal Michal Dědek Čároví: Karel Lukš Jiří Novák |
| 37:52 Jakub Teper (Antonín Pechanec, Ondřej Slováček) 51:15 Radim Kucharczyk (Peter Mikuš, Roman Rác) | 37:52 Jakub Teper (Antonín Pechanec, Ondřej Slováček) 51:15 Radim Kucharczyk (Peter Mikuš, Roman Rác) | 0:1 0:2 1:2 1:3 1:4 2:4 | 17:55 Marek Račuk (David Dvořáček) 34:43 Radek Prokeš (Matouš Venkrbec, Ladislav Havlík) 39:34 Jan Starý (Marek Račuk, Lukáš Volf) 41:23 Marek Račuk (Zdeněk Čáp, Dušan Žovinec) | Rozhodčí: Jan Doležal Michal Dědek Čároví: Karel Lukš Jiří Novák |
| 65 min                                                                                                | 65 min                                                                                                | Tresty                  | 43 min | Rozhodčí: Jan Doležal Michal Dědek Čároví: Karel Lukš Jiří Novák |
| 55 | 55 | Střely                  | 18 | Rozhodčí: Jan Doležal Michal Dědek Čároví: Karel Lukš Jiří Novák |

| 10. března 2019 18:00 | LHK Jestřábi Prostějov | 5:1 (1:0, 1:1, 3:0) | VHK ROBE Vsetín | Zimní stadion Prostějov, Prostějov Návštěvnost: 4193 |  |

| Zpráva | |                         |                                                 |                                                                        |
| Jakub Neužil | Jakub Neužil | Brankáři                | Jan Šelepněv                                    | Rozhodčí: Zbyněk Kubičík Radek Wagner Čároví: Petr Bosák Petr Maštalíř |
| 17:33 Tomáš Nouza (Radek Prokeš, Zdeněk Čáp) 21:07 Radek Prokeš (Tomáš Pšenička, Dušan Žovinec) 47:16 Tomáš Divíšek (Marek Račuk, Jan Starý) 50:54 Radek Prokeš (Václav Meidl, Daniel Kolář) 54:39 Dušan Žovinec (Lukáš Žálčík, Marek Račuk) | 17:33 Tomáš Nouza (Radek Prokeš, Zdeněk Čáp) 21:07 Radek Prokeš (Tomáš Pšenička, Dušan Žovinec) 47:16 Tomáš Divíšek (Marek Račuk, Jan Starý) 50:54 Radek Prokeš (Václav Meidl, Daniel Kolář) 54:39 Dušan Žovinec (Lukáš Žálčík, Marek Račuk) | 1:0 2:0 2:1 3:1 4:1 5:1 | 28:44 Jiří Drtina (David Březina, Tomáš Pitule) | Rozhodčí: Zbyněk Kubičík Radek Wagner Čároví: Petr Bosák Petr Maštalíř |
| 14 min | 14 min | Tresty                  | 14 min                                          | Rozhodčí: Zbyněk Kubičík Radek Wagner Čároví: Petr Bosák Petr Maštalíř |
| 40 | 40 | Střely                  | 41                                              | Rozhodčí: Zbyněk Kubičík Radek Wagner Čároví: Petr Bosák Petr Maštalíř |

| 12. března 2019 17:30 | VHK ROBE Vsetín | 6:2 (2:0, 2:2, 2:0) | LHK Jestřábi Prostějov | Na Lapači, Vsetín Návštěvnost: 4670 |  |

| Zpráva | |                                 |                                                                                                  |                                                                        |
| David Gába | David Gába | Brankáři                        | Jakub Neužil                                                                                     | Rozhodčí: Zbyněk Kubičík Radek Wagner Čároví: Petr Bosák Petr Maštalíř |
| 6:08 Luboš Rob (Antonín Pechanec, Jakub Teper) 10:15 David Březina (Vojtěch Šilhavý) 21:13 Vít Jonák (Ondřej Slováček, Jakub Teper) 33:49 Radim Kucharczyk (Tomáš Frolo, Radek Jeřábek) 55:26 Ondřej Kopta (Peter Mikuš, Vojtěch Šilhavý) 59:21 Vojtěch Šilhavý (Antonín Pechanec, Ondřej Slováček) | 6:08 Luboš Rob (Antonín Pechanec, Jakub Teper) 10:15 David Březina (Vojtěch Šilhavý) 21:13 Vít Jonák (Ondřej Slováček, Jakub Teper) 33:49 Radim Kucharczyk (Tomáš Frolo, Radek Jeřábek) 55:26 Ondřej Kopta (Peter Mikuš, Vojtěch Šilhavý) 59:21 Vojtěch Šilhavý (Antonín Pechanec, Ondřej Slováček) | 1:0 2:0 3:0 3:1 3:2 4:2 5:2 6:2 | 28:38 Filip Hanták (Tomáš Divíšek, Marek Račuk) 33:40 Marek Račuk (David Dvořáček, Lukáš Žálčík) | Rozhodčí: Zbyněk Kubičík Radek Wagner Čároví: Petr Bosák Petr Maštalíř |
| 20 min | 20 min | Tresty                          | 10 min                                                                                           | Rozhodčí: Zbyněk Kubičík Radek Wagner Čároví: Petr Bosák Petr Maštalíř |
| 32 | 32 | Střely                          | 30                                                                                               | Rozhodčí: Zbyněk Kubičík Radek Wagner Čároví: Petr Bosák Petr Maštalíř |

Konečný stav série 4:3 na zápasy pro VHK ROBE Vsetín

#### České Budějovice (3.) – Havířov (6.)
| 1. března 2019 17:30 | ČEZ Motor České Budějovice | 5:2 (1:1, 2:1, 2:0) | AZ Residomo Havířov | Budvar aréna, České Budějovice Návštěvnost: 6019 |  |

| Zpráva | |                             |                                                                                   |                                                                        |
| Jan Strmeň | Jan Strmeň | Brankáři                    | Ondřej Bláha                                                                      | Rozhodčí: Štěpán Souček Luděk Pilný Čároví: Milan Štofa Martin Kreuzer |
| 13:31 René Vydarený (Zdeněk Doležal, Václav Karabáček) 20:28 Martin Novák (Lukáš Endál, Karel Plášil) 29:58 Václav Karabáček (Zdeněk Doležal, Cody Bradley) 58:15 David Gilbert (Martin Novák, Žiga Pavlin) 59:50 Zdeněk Doležal (Václav Karabáček, Martin Jandus) | 13:31 René Vydarený (Zdeněk Doležal, Václav Karabáček) 20:28 Martin Novák (Lukáš Endál, Karel Plášil) 29:58 Václav Karabáček (Zdeněk Doležal, Cody Bradley) 58:15 David Gilbert (Martin Novák, Žiga Pavlin) 59:50 Zdeněk Doležal (Václav Karabáček, Martin Jandus) | 0:1 1:1 2:1 2:2 3:2 4:2 5:2 | 9:01 Jakub Kotala (Filip Seman, Branislav Rehuš) 26:33 Jakub Kotala (Filip Seman) | Rozhodčí: Štěpán Souček Luděk Pilný Čároví: Milan Štofa Martin Kreuzer |
| 6 min | 6 min | Tresty                      | 14 min                                                                            | Rozhodčí: Štěpán Souček Luděk Pilný Čároví: Milan Štofa Martin Kreuzer |
| 32 | 32 | Střely                      | 21                                                                                | Rozhodčí: Štěpán Souček Luděk Pilný Čároví: Milan Štofa Martin Kreuzer |

| 2. března 2019 17:00 | ČEZ Motor České Budějovice | 0:3 (0:1, 0:1, 0:1) | AZ Residomo Havířov | Budvar aréna, České Budějovice Návštěvnost: 6255 |  |

| Zpráva     |            |             | |                                                                        |
| Petr Kváča | Petr Kváča | Brankáři    | Ondřej Bláha | Rozhodčí: Radek Wagner Jakub Šindel Čároví: Roman Zídek Miroslav Šimán |
|            |            | 0:1 0:2 0:3 | 12:37 Ondřej Procházka (Radek Veselý, Antonín Bořuta) 29:55 Jakub Kotala (Filip Seman, Alex Rašner) 59:16 Alex Rašner (Filip Seman) | Rozhodčí: Radek Wagner Jakub Šindel Čároví: Roman Zídek Miroslav Šimán |
| 10 min     | 10 min     | Tresty      | 12 min | Rozhodčí: Radek Wagner Jakub Šindel Čároví: Roman Zídek Miroslav Šimán |
| 26         | 26         | Střely      | 26 | Rozhodčí: Radek Wagner Jakub Šindel Čároví: Roman Zídek Miroslav Šimán |

| 5. března 2019 18:00 | AZ Residomo Havířov | 1:2 (1:1, 1:1, 0:0) | ČEZ Motor České Budějovice | Gascontrol Aréna, Havířov Návštěvnost: 3019 |  |

| Zpráva                                              |                                                     |             | |                                                                          |
| Ondřej Bláha                                        | Ondřej Bláha                                        | Brankáři    | Petr Kváča                                                                                           | Rozhodčí: Svatopluk Kopeček Josef Barek Čároví: Petr Bosák Petr Maštalíř |
| 34:07 Dominik Pawliczek (Tomáš Gřeš, Radek Pořízek) | 34:07 Dominik Pawliczek (Tomáš Gřeš, Radek Pořízek) | 0:1 0:2 1:2 | 13:50 Václav Karabáček (Cody Bradley, Pavel Pýcha) 20:20 Zdeněk Doležal (Zdeněk Kutlák, Pavel Pýcha) | Rozhodčí: Svatopluk Kopeček Josef Barek Čároví: Petr Bosák Petr Maštalíř |
| 20 min                                              | 20 min                                              | Tresty      | 18 min                                                                                               | Rozhodčí: Svatopluk Kopeček Josef Barek Čároví: Petr Bosák Petr Maštalíř |
| 36                                                  | 36                                                  | Střely      | 15                                                                                                   | Rozhodčí: Svatopluk Kopeček Josef Barek Čároví: Petr Bosák Petr Maštalíř |

| 6. března 2019 18:00 | AZ Residomo Havířov | 3:4 (1:1, 2:1, 0:2) | ČEZ Motor České Budějovice | Gascontrol Aréna, Havířov Návštěvnost: 2883 |  |

| Zpráva | |                             | |                                                                   |
| Ondřej Bláha | Ondřej Bláha | Brankáři                    | Jan Strmeň | Rozhodčí: Štěpán Souček Tomáš Micka Čároví: Karel Lukš Jiří Novák |
| 17:36 Radek Veselý (Antonín Bořuta, Branislav Rehuš) 23:54 Tomáš Gřeš (Radek Veselý, Branislav Rehuš) 30:22 Lukáš Bednář (Antonín Bořuta, Alex Rašner) | 17:36 Radek Veselý (Antonín Bořuta, Branislav Rehuš) 23:54 Tomáš Gřeš (Radek Veselý, Branislav Rehuš) 30:22 Lukáš Bednář (Antonín Bořuta, Alex Rašner) | 0:1 1:1 2:1 2:2 3:2 3:3 3:4 | 12:53 Jakub Babka (Václav Karabáček, Cody Bradley) 28:42 Zdeněk Doležal (Cody Bradley, Zdeněk Kutlák) 51:45 Jakub Babka (David Gilbert, Cody Bradley) 54:21 Lukáš Endál (Václav Karabáček, Žiga Pavlin) | Rozhodčí: Štěpán Souček Tomáš Micka Čároví: Karel Lukš Jiří Novák |
| 18 min | 18 min | Tresty                      | 28 min | Rozhodčí: Štěpán Souček Tomáš Micka Čároví: Karel Lukš Jiří Novák |
| 24 | 24 | Střely                      | 36 | Rozhodčí: Štěpán Souček Tomáš Micka Čároví: Karel Lukš Jiří Novák |

| 8. března 2019 17:30 | ČEZ Motor České Budějovice | 2:3 (0:1, 1:1, 1:0) | AZ Residomo Havířov | Budvar aréna, České Budějovice Návštěvnost: 6338 |  |

| Zpráva                                                                                                   | |                     | |                                                                                |
| Petr Kváča                                                                                               | Petr Kváča                                                                                               | Brankáři            | Ondřej Bláha | Rozhodčí: Tomáš Zubzanda Michal Kostourek Čároví: Martin Kreuzer David Polonyi |
| 23:03 Cody Bradley (Zdeněk Doležal, Václav Karabáček) 41:21 Cody Bradley (Zdeněk Doležal, Zdeněk Kutlák) | 23:03 Cody Bradley (Zdeněk Doležal, Václav Karabáček) 41:21 Cody Bradley (Zdeněk Doležal, Zdeněk Kutlák) | 0:1 0:2 1:2 1:3 2:3 | 3:09 Jakub Kotala (Filip Seman, Branislav Rehuš) 6:10 Tomáš Gřeš (Antonín Bořuta, Lukáš Bednář) 28:55 Lukáš Bednář (Jan Maruna, Marek Haas) | Rozhodčí: Tomáš Zubzanda Michal Kostourek Čároví: Martin Kreuzer David Polonyi |
| 6 min | 6 min | Tresty              | 12 min | Rozhodčí: Tomáš Zubzanda Michal Kostourek Čároví: Martin Kreuzer David Polonyi |
| 29 | 29 | Střely              | 24 | Rozhodčí: Tomáš Zubzanda Michal Kostourek Čároví: Martin Kreuzer David Polonyi |

| 10. března 2019 18:00 | AZ Residomo Havířov | 1:4 (1:1, 0:2, 0:1) | ČEZ Motor České Budějovice | Gascontrol Aréna, Havířov Návštěvnost: 3353 |  |

| Zpráva                               |                                      |                     | |                                                                    |
| Ondřej Bláha                         | Ondřej Bláha                         | Brankáři            | Jan Strmeň | Rozhodčí: Pavel Obadal Jakub Koziol Čároví: Jiří Novák Roman Zídek |
| 1:49 Ondřej Procházka (Radek Veselý) | 1:49 Ondřej Procházka (Radek Veselý) | 1:0 1:1 1:2 1:3 1:4 | 19:30 Jakub Babka (Zdeněk Kutlák, Roman Přikryl) 25:38 Martin Jandus (Roman Přikryl, Jakub Doktor) 29:48 Zdeněk Doležal (Václav Karabáček, Pavel Pýcha) 59:14 Martin Novák (Bez asistence) | Rozhodčí: Pavel Obadal Jakub Koziol Čároví: Jiří Novák Roman Zídek |
| 30 min                               | 30 min                               | Tresty              | 22 min | Rozhodčí: Pavel Obadal Jakub Koziol Čároví: Jiří Novák Roman Zídek |
| 26                                   | 26                                   | Střely              | 17 | Rozhodčí: Pavel Obadal Jakub Koziol Čároví: Jiří Novák Roman Zídek |

Konečný stav série 4:2 na zápasy pro ČEZ Motor České Budějovice

#### Kladno (4.) – Přerov (5.)
| 1. března 2019 18:00 | Rytíři Kladno | 4:2 (2:1, 1:1, 1:0) | HC Zubr Přerov | ČEZ stadion Kladno, Kladno Návštěvnost: 4008 |  |

| Zpráva | |                         |                                                                                        |                                                                     |
| Lukáš Cikánek | Lukáš Cikánek | Brankáři                | Lukáš Klimeš                                                                           | Rozhodčí: Robert Čech Radek Wagner Čároví: Petr Bosák Petr Maštalíř |
| 9:07 Šimon Jelínek (Ladislav Zikmund, Jiří Říhá) 12:42 Brendon Nash (Tomáš Plekanec, Jaromír Jágr) 37:13 Šimon Jelínek (Tomáš Plekanec, Petr Vampola) 50:09 Jiří Říhá (Antonín Melka) | 9:07 Šimon Jelínek (Ladislav Zikmund, Jiří Říhá) 12:42 Brendon Nash (Tomáš Plekanec, Jaromír Jágr) 37:13 Šimon Jelínek (Tomáš Plekanec, Petr Vampola) 50:09 Jiří Říhá (Antonín Melka) | 1:0 2:0 2:1 2:2 3:2 4:2 | 15:11 Jakub Navrátil (Robert Černý, Tomáš Doležal) 20:27 Tomáš Doležal (Bez asistence) | Rozhodčí: Robert Čech Radek Wagner Čároví: Petr Bosák Petr Maštalíř |
| 12 min | 12 min | Tresty                  | 18 min                                                                                 | Rozhodčí: Robert Čech Radek Wagner Čároví: Petr Bosák Petr Maštalíř |
| 41 | 41 | Střely                  | 23                                                                                     | Rozhodčí: Robert Čech Radek Wagner Čároví: Petr Bosák Petr Maštalíř |

| 2. března 2019 16:00 | Rytíři Kladno | 4:0 (1:0, 2:0, 1:0) | HC Zubr Přerov | ČEZ stadion Kladno, Kladno Návštěvnost: 4628 |  |

| Zpráva | |                 |              |                                                                              |
| Lukáš Cikánek | Lukáš Cikánek | Brankáři        | Lukáš Klimeš | Rozhodčí: Tomáš Zubzanda Martin Grech Čároví: Richard Coubal Ondřej Kokrment |
| 5:12 Tomáš Plekanec (Antonín Melka, André Lakos) 24:27 Ladislav Zikmund (Josef Zajíc, Patrik Machač) 31:02 Linus Anders Svedlund (Adam Kubík, André Lakos) 55:32 Antonín Melka (Petr Vampola) | 5:12 Tomáš Plekanec (Antonín Melka, André Lakos) 24:27 Ladislav Zikmund (Josef Zajíc, Patrik Machač) 31:02 Linus Anders Svedlund (Adam Kubík, André Lakos) 55:32 Antonín Melka (Petr Vampola) | 1:0 2:0 3:0 4:0 |              | Rozhodčí: Tomáš Zubzanda Martin Grech Čároví: Richard Coubal Ondřej Kokrment |
| 12 min | 12 min | Tresty          | 22 min       | Rozhodčí: Tomáš Zubzanda Martin Grech Čároví: Richard Coubal Ondřej Kokrment |
| 29 | 29 | Střely          | 27           | Rozhodčí: Tomáš Zubzanda Martin Grech Čároví: Richard Coubal Ondřej Kokrment |

| 5. března 2019 18:00 | HC Zubr Přerov | 2:8 (0:1, 1:4, 1:3) | Rytíři Kladno | Meo Aréna, Přerov Návštěvnost: 3000 (Vyprodáno) |  |

| Zpráva                                                                                               | |                                         | |                                                                          |
| Lukáš Klimeš, Michal Šurý                                                                            | Lukáš Klimeš, Michal Šurý                                                                            | Brankáři                                | Lukáš Cikánek | Rozhodčí: Jakub Koziol Matěj Sýkora Čároví: Martin Kreuzer David Polonyi |
| 33:06 Jakub Navrátil (Robert Černý, Roman Pšurný) 42:13 Tomáš Doležal (Jakub Navrátil, Radomír Pala) | 33:06 Jakub Navrátil (Robert Černý, Roman Pšurný) 42:13 Tomáš Doležal (Jakub Navrátil, Radomír Pala) | 0:1 0:2 0:3 0:4 1:4 1:5 2:5 2:6 2:7 2:8 | 15:22 Jiří Říha (Antonín Melka, Tomáš Plekanec) 22:21 Petr Vampola (Ladislav Zikmund, Jakub Strnad) 22:40 Jiří Říha (Ladislav Zikmund, Patrik Machač) 31:25 Patrik Machač (Petr Vampola, Tomáš Plekanec) 39:46 Adam Kubík (Antonín Melka, Tomáš Plekanec) 52:18 Šimon Jelínek (Tomáš Plekanec, Jakub Strnad) 55:52 Tomáš Redlich (Petr Vampola, Jakub Strnad) 59:15 Ladislav Zikmund (Adam Kubík) | Rozhodčí: Jakub Koziol Matěj Sýkora Čároví: Martin Kreuzer David Polonyi |
| 56 min                                                                                               | 56 min                                                                                               | Tresty                                  | 20 min | Rozhodčí: Jakub Koziol Matěj Sýkora Čároví: Martin Kreuzer David Polonyi |
| 33                                                                                                   | 33                                                                                                   | Střely                                  | 42 | Rozhodčí: Jakub Koziol Matěj Sýkora Čároví: Martin Kreuzer David Polonyi |

| 6. března 2019 18:00 | HC Zubr Přerov | 2:1 (1:1, 0:0, 1:0) | Rytíři Kladno | Meo Aréna, Přerov Návštěvnost: 3000 (Vyprodáno) |  |

| Zpráva                                                                                            |                                                                                                   |             |                                                   |                                                                        |
| Lukáš Klimeš                                                                                      | Lukáš Klimeš                                                                                      | Brankáři    | Lukáš Cikánek                                     | Rozhodčí: Jan Doležal Pavel Obadal Čároví: Marian Poruba Petr Maštalíř |
| 2:11 Jakub Navrátil (Robert Černý, Tomáš Doležal) 51:25 Tomáš Sýkora (Marek Sikora, Radomír Pala) | 2:11 Jakub Navrátil (Robert Černý, Tomáš Doležal) 51:25 Tomáš Sýkora (Marek Sikora, Radomír Pala) | 1:0 1:1 2:1 | 7:26 Tomáš Plekanec (Petr Vampola, Šimon Jelínek) | Rozhodčí: Jan Doležal Pavel Obadal Čároví: Marian Poruba Petr Maštalíř |
| 6 min                                                                                             | 6 min                                                                                             | Tresty      | 12 min                                            | Rozhodčí: Jan Doležal Pavel Obadal Čároví: Marian Poruba Petr Maštalíř |
| 33                                                                                                | 33                                                                                                | Střely      | 27                                                | Rozhodčí: Jan Doležal Pavel Obadal Čároví: Marian Poruba Petr Maštalíř |

| 8. března 2019 18:00 | Rytíři Kladno | 4:1 (1:0, 1:1, 2:0) | HC Zubr Přerov | ČEZ stadion Kladno, Kladno Návštěvnost: 4825 |  |

| Zpráva | |                     |                                                 |                                                                        |
| Lukáš Cikánek | Lukáš Cikánek | Brankáři            | Lukáš Klimeš                                    | Rozhodčí: Štěpán Souček Jakub Šindel Čároví: Lukáš Podrazil Petr Bosák |
| 9:37 Brendon Nash (Josef Zajíc, Patrik Machač) 25:02 Jiří Říha (Tomáš Kaut) 50:31 Petr Vampola (Jiří Říha) 53:59 Šimon Jelínek (Brendon Nash, Petr Vampola) | 9:37 Brendon Nash (Josef Zajíc, Patrik Machač) 25:02 Jiří Říha (Tomáš Kaut) 50:31 Petr Vampola (Jiří Říha) 53:59 Šimon Jelínek (Brendon Nash, Petr Vampola) | 1:0 2:0 2:1 3:1 4:1 | 34:38 Filip Dvořák (Tomáš Sýkora, Marek Sikora) | Rozhodčí: Štěpán Souček Jakub Šindel Čároví: Lukáš Podrazil Petr Bosák |
| 14 min | 14 min | Tresty              | 10 min                                          | Rozhodčí: Štěpán Souček Jakub Šindel Čároví: Lukáš Podrazil Petr Bosák |
| 37 | 37 | Střely              | 29                                              | Rozhodčí: Štěpán Souček Jakub Šindel Čároví: Lukáš Podrazil Petr Bosák |

Konečný stav série 4:1 na zápasy pro Rytíři Kladno

### Semifinále

#### Jihlava (1.) – Kladno (4.)
| 15. března 2019 17:30 | HC Dukla Jihlava | 1:4 (1:3, 0:1, 0:0) | Rytíři Kladno | Horácký zimní stadion Jihlava, Jihlava Návštěvnost: 6349 (Vyprodáno) |  |

| Zpráva                                                     |                                                            |                     | |                                                                            |
| Niklas Lundström                                           | Niklas Lundström                                           | Brankáři            | Lukáš Cikánek | Rozhodčí: Tomáš Zubzanda Martin Grech Čároví: Martin Tvrdík Miroslav Šimán |
| 12:15 Tomáš Harkabus (Tomáš Čachotský, Vlastimil Dostálek) | 12:15 Tomáš Harkabus (Tomáš Čachotský, Vlastimil Dostálek) | 0:1 0:2 1:2 1:3 1:4 | 0:46 Tomáš Redlich (Bez asistence) 5:47 Tomáš Kaut (Daniel Kružík, Adam Kubík) 19:27 Tomáš Redlich (Bez asistence) 28:58 Jiří Říha (Tomáš Plekanec, Jaromír Jágr) | Rozhodčí: Tomáš Zubzanda Martin Grech Čároví: Martin Tvrdík Miroslav Šimán |
| 22 min                                                     | 22 min                                                     | Tresty              | 14 min | Rozhodčí: Tomáš Zubzanda Martin Grech Čároví: Martin Tvrdík Miroslav Šimán |
| 33                                                         | 33                                                         | Střely              | 23 | Rozhodčí: Tomáš Zubzanda Martin Grech Čároví: Martin Tvrdík Miroslav Šimán |

| 16. března 2019 17:30 | HC Dukla Jihlava | 3:1 (1:0, 1:1, 1:0) | Rytíři Kladno | Horácký zimní stadion Jihlava, Jihlava Návštěvnost: 6025 |  |

| Zpráva | |                 |                                      |                                                                      |
| David Honzík, Niklas Lundström                                                                              | David Honzík, Niklas Lundström                                                                              | Brankáři        | Lukáš Cikánek                        | Rozhodčí: Radek Wagner Michal Dědek Čároví: Marian Poruba Petr Bosák |
| 18:35 Lukáš Anděl (Matěj Pekr) 25:24 Martin Matějíček (Tomáš Čachotský) 51:09 Josef Skořepa (Tomáš Jiránek) | 18:35 Lukáš Anděl (Matěj Pekr) 25:24 Martin Matějíček (Tomáš Čachotský) 51:09 Josef Skořepa (Tomáš Jiránek) | 1:0 2:0 2:1 3:1 | 32:59 Tomáš Plekanec (Tomáš Redlich) | Rozhodčí: Radek Wagner Michal Dědek Čároví: Marian Poruba Petr Bosák |
| 14 min | 14 min | Tresty          | 28 min                               | Rozhodčí: Radek Wagner Michal Dědek Čároví: Marian Poruba Petr Bosák |
| 26 | 26 | Střely          | 36                                   | Rozhodčí: Radek Wagner Michal Dědek Čároví: Marian Poruba Petr Bosák |

| 19. března 2019 18:00 | Rytíři Kladno | 5:1 (1:0, 2:1, 2:0) | HC Dukla Jihlava | ČEZ stadion Kladno, Kladno Návštěvnost: 5200 (Vyprodáno) |  |

| Zpráva | |                         |                                    |                                                                      |
| Lukáš Cikánek | Lukáš Cikánek | Brankáři                | David Honzík                       | Rozhodčí: Jakub Šindel Pavel Obadal Čároví: Aleš Hejl Lukáš Podrazil |
| 9:32 Antonín Melka (Petr Vampola) 33:29 Antonín Melka (Jakub Strnad, André Lakos) 34:33 Jaromír Jágr (Tomáš Plekanec, Brendon Nash) 44:26 Martin Kehar (Patrik Machač, Ladislav Zikmund) 47:43 Tomáš Plekanec (Bez asistence) | 9:32 Antonín Melka (Petr Vampola) 33:29 Antonín Melka (Jakub Strnad, André Lakos) 34:33 Jaromír Jágr (Tomáš Plekanec, Brendon Nash) 44:26 Martin Kehar (Patrik Machač, Ladislav Zikmund) 47:43 Tomáš Plekanec (Bez asistence) | 1:0 1:1 2:1 3:1 4:1 5:1 | 30:08 Juraj Bezúch (Tomáš Jiránek) | Rozhodčí: Jakub Šindel Pavel Obadal Čároví: Aleš Hejl Lukáš Podrazil |
| 20 min | 20 min | Tresty                  | 28 min                             | Rozhodčí: Jakub Šindel Pavel Obadal Čároví: Aleš Hejl Lukáš Podrazil |
| 43 | 43 | Střely                  | 40                                 | Rozhodčí: Jakub Šindel Pavel Obadal Čároví: Aleš Hejl Lukáš Podrazil |

| 20. března 2019 18:00 | Rytíři Kladno | 5:3 (1:2, 1:1, 3:0) | HC Dukla Jihlava | ČEZ stadion Kladno, Kladno Návštěvnost: 5200 (Vyprodáno) |  |

| Zpráva | |                                 | |                                                                       |
| Lukáš Cikánek | Lukáš Cikánek | Brankáři                        | David Honzík                                                                                        | Rozhodčí: Štěpán Souček Tomáš Veselý Čároví: Petr Bosák Petr Maštalíř |
| 2:01 Šimon Jelínek (Ladislav Zikmund, André Lakos) 28:00 Antonín Melka (Linus Anders Svedlund, Jakub Strnad) 40:22 Ladislav Zikmund (Jaromír Jágr, Jiří Říha) 43:02 André Lakos (Patrik Machač, Jakub Strnad) 59:28 Petr Vampola (Tomáš Plekanec, Jakub Strnad) | 2:01 Šimon Jelínek (Ladislav Zikmund, André Lakos) 28:00 Antonín Melka (Linus Anders Svedlund, Jakub Strnad) 40:22 Ladislav Zikmund (Jaromír Jágr, Jiří Říha) 43:02 André Lakos (Patrik Machač, Jakub Strnad) 59:28 Petr Vampola (Tomáš Plekanec, Jakub Strnad) | 1:0 1:1 1:2 2:2 2:3 3:3 4:3 5:3 | 13:36 Adam Zeman (Jan Holý) 18:46 Matěj Pekr (Lukáš Anděl, Jan Pohl) 30:49 Matěj Pekr (Lukáš Klíma) | Rozhodčí: Štěpán Souček Tomáš Veselý Čároví: Petr Bosák Petr Maštalíř |
| 4 min | 4 min | Tresty                          | 6 min                                                                                               | Rozhodčí: Štěpán Souček Tomáš Veselý Čároví: Petr Bosák Petr Maštalíř |
| 34 | 34 | Střely                          | 22                                                                                                  | Rozhodčí: Štěpán Souček Tomáš Veselý Čároví: Petr Bosák Petr Maštalíř |

| 22. března 2019 17:30 | HC Dukla Jihlava | 2:4 (1:2, 0:1, 1:1) | Rytíři Kladno | Horácký zimní stadion Jihlava, Jihlava Návštěvnost: 5634 |  |

| Zpráva                                                                                  |                                                                                         |                         | |                                                                          |
| David Honzík                                                                            | David Honzík                                                                            | Brankáři                | Lukáš Cikánek | Rozhodčí: Tomáš Zubzanda Zbyněk Kubičík Čároví: Aleš Hejl Lukáš Podrazil |
| 9:31 Tomáš Harkabus (Tomáš Čachotský) 40:22 Josef Skořepa (Matěj Pekr, Dominik Hrníčko) | 9:31 Tomáš Harkabus (Tomáš Čachotský) 40:22 Josef Skořepa (Matěj Pekr, Dominik Hrníčko) | 1:0 1:1 1:2 1:3 2:3 2:4 | 10:36 Antonín Melka (Adam Kubík, Petr Vampola) 17:32 Jakub Strnad (Jiří Říha) 30:47 Brendon Nash (Tomáš Plekanec, Petr Vampola) 46:09 Jaromír Jágr (Tomáš Plekanec) | Rozhodčí: Tomáš Zubzanda Zbyněk Kubičík Čároví: Aleš Hejl Lukáš Podrazil |
| 14 min                                                                                  | 14 min                                                                                  | Tresty                  | 20 min | Rozhodčí: Tomáš Zubzanda Zbyněk Kubičík Čároví: Aleš Hejl Lukáš Podrazil |
| 47                                                                                      | 47                                                                                      | Střely                  | 22 | Rozhodčí: Tomáš Zubzanda Zbyněk Kubičík Čároví: Aleš Hejl Lukáš Podrazil |

Konečný stav série 4:1 na zápasy pro Rytíři Kladno

#### Vsetín (2.) – České Budějovice (3.)
| 15. března 2019 17:30 | VHK ROBE Vsetín | 0:2 (0:1, 0:1, 0:0) | ČEZ Motor České Budějovice | Na Lapači, Vsetín Návštěvnost: 4480 |  |

| Zpráva     |            |          |                                                                                         |                                                                             |
| David Gába | David Gába | Brankáři | Petr Kváča                                                                              | Rozhodčí: Tomáš Veselý Luděk Pilný Čároví: Vladimír Rožánek Milan Gančarčík |
|            |            | 0:1 0:2  | 13:48 Václav Karabáček (Cody Bradley, René Vydarený) 35:09 Martin Novák (Bez asistence) | Rozhodčí: Tomáš Veselý Luděk Pilný Čároví: Vladimír Rožánek Milan Gančarčík |
| 10 min     | 10 min     | Tresty   | 26 min                                                                                  | Rozhodčí: Tomáš Veselý Luděk Pilný Čároví: Vladimír Rožánek Milan Gančarčík |
| 24         | 24         | Střely   | 26                                                                                      | Rozhodčí: Tomáš Veselý Luděk Pilný Čároví: Vladimír Rožánek Milan Gančarčík |

| 16. března 2019 17:30 | VHK ROBE Vsetín | 0:6 (0:0, 0:3, 0:3) | ČEZ Motor České Budějovice | Na Lapači, Vsetín Návštěvnost: 4360 |  |

| Zpráva                   |                          |                         | |                                                                           |
| David Gába, Jan Šelepněv | David Gába, Jan Šelepněv | Brankáři                | Jan Strmeň | Rozhodčí: Štěpán Souček Michal Kostourek Čároví: Roman Zídek David Otáhal |
|                          |                          | 0:1 0:2 0:3 0:4 0:5 0:6 | 21:10 Martin Novák (Lukáš Endál, David Gilbert) 29:52 Lukáš Endál (Martin Novák, Pavel Pýcha) 36:06 Zdeněk Doležal (Cody Bradley, Zdeněk Kutlák) 48:09 Martin Heřman (Zdeněk Kutlák, Karel Plášil) 51:00 Zdeněk Doležal (Václav Karabáček, René Vydarený) 52:25 Zdeněk Kutlák (Jakub Babka, Jan Strmeň) | Rozhodčí: Štěpán Souček Michal Kostourek Čároví: Roman Zídek David Otáhal |
| 4 min                    | 4 min                    | Tresty                  | 6 min | Rozhodčí: Štěpán Souček Michal Kostourek Čároví: Roman Zídek David Otáhal |
| 31                       | 31                       | Střely                  | 34 | Rozhodčí: Štěpán Souček Michal Kostourek Čároví: Roman Zídek David Otáhal |

| 19. března 2019 17:30 | ČEZ Motor České Budějovice | 2:0 (0:0, 0:0, 2:0) | VHK ROBE Vsetín | Budvar aréna, České Budějovice Návštěvnost: 6421 (Vyprodáno) |  |

| Zpráva     |            |          |                                                                                            |                                                                     |
| Petr Kváča | Petr Kváča | Brankáři | David Gába                                                                                 | Rozhodčí: Zbyněk Kubičík Tomáš Micka Čároví: Karel Lukš Roman Zídek |
|            |            | 1:0 2:0  | 42:41 Václav Karabáček (Zdeněk Doležal, Jakub Babka) 59:25 Miloslav Čermák (René Vydarený) | Rozhodčí: Zbyněk Kubičík Tomáš Micka Čároví: Karel Lukš Roman Zídek |
| 8 min      | 8 min      | Tresty   | 16 min                                                                                     | Rozhodčí: Zbyněk Kubičík Tomáš Micka Čároví: Karel Lukš Roman Zídek |
| 31         | 31         | Střely   | 19                                                                                         | Rozhodčí: Zbyněk Kubičík Tomáš Micka Čároví: Karel Lukš Roman Zídek |

| 20. března 2019 17:30 | ČEZ Motor České Budějovice | 3:4 (2:2, 1:2, 0:0) | VHK ROBE Vsetín | Budvar aréna, České Budějovice Návštěvnost: 6421 (Vyprodáno) |  |

| Zpráva | |                             | |                                                                        |
| Jan Strmeň | Jan Strmeň | Brankáři                    | David Gába | Rozhodčí: Josef Barek Luděk Pilný Čároví: Martin Kreuzer David Polonyi |
| 3:14 Cody Bradley (Václav Karabáček, Pavel Pýcha) 7:05 Cody Bradley Zdeněk Doležal, Václav Karabáček) 37:11 Václav Karabáček (Cody Bradley, Martin Jandus) | 3:14 Cody Bradley (Václav Karabáček, Pavel Pýcha) 7:05 Cody Bradley Zdeněk Doležal, Václav Karabáček) 37:11 Václav Karabáček (Cody Bradley, Martin Jandus) | 1:0 2:0 2:1 2:2 2:3 2:4 3:4 | 12:01 David Březina (Jiří Drtina) 17:55 Vít Jonák (Peter Mikuš) 27:03 Michal Hryciow (Ondřej Slováček, Tomáš Pitule) 35:50 Luboš Rob (Jiří Karafiát) | Rozhodčí: Josef Barek Luděk Pilný Čároví: Martin Kreuzer David Polonyi |
| 8 min | 8 min | Tresty                      | 26 min | Rozhodčí: Josef Barek Luděk Pilný Čároví: Martin Kreuzer David Polonyi |
| 46 | 46 | Střely                      | 17 | Rozhodčí: Josef Barek Luděk Pilný Čároví: Martin Kreuzer David Polonyi |

| 22. března 2019 17:30 | VHK ROBE Vsetín | 0:2 (0:0, 0:2, 0:0) | ČEZ Motor České Budějovice | Na Lapači, Vsetín Návštěvnost: 4120 |  |

| Zpráva     |            |          |                                                                                      |                                                                       |
| David Gába | David Gába | Brankáři | Petr Kváča                                                                           | Rozhodčí: Radek Wagner Štěpán Souček Čároví: Petr Bosák Petr Maštalíř |
|            |            | 0:1 0:2  | 23:04 Cody Bradley (Jakub Babka) 25:34 Martin Beránek (Milan Dančišin, Karel Plášil) | Rozhodčí: Radek Wagner Štěpán Souček Čároví: Petr Bosák Petr Maštalíř |
| 16 min     | 16 min     | Tresty   | 22 min                                                                               | Rozhodčí: Radek Wagner Štěpán Souček Čároví: Petr Bosák Petr Maštalíř |
| 22         | 22         | Střely   | 37                                                                                   | Rozhodčí: Radek Wagner Štěpán Souček Čároví: Petr Bosák Petr Maštalíř |

Konečný stav série 4:1 na zápasy pro ČEZ Motor České Budějovice

### Hráčské statistiky play-off

#### Kanadské bodování
Toto je konečné pořadí hráčů podle dosažených bodů. Za jeden vstřelený gól nebo přihrávku na gól hráč získal jeden bod.
| Poř. | Hráč             | Tým                        | Z  | G | A  | B  | TM | +/- |
| ---- | ---------------- | -------------------------- | -- | - | -- | -- | -- | --- |
| 1.   | Tomáš Plekanec   | Rytíři Kladno              | 10 | 4 | 11 | 15 | 14 | 0   |
| 2.   | Václav Karabáček | ČEZ Motor České Budějovice | 11 | 5 | 9  | 14 | 14 | 5   |
| 3.   | Cody Bradley     | ČEZ Motor České Budějovice | 11 | 5 | 8  | 13 | 16 | 8   |
| 4.   | Zdeněk Doležal   | ČEZ Motor České Budějovice | 10 | 6 | 6  | 12 | 6  | 4   |
| 5.   | Petr Vampola     | Rytíři Kladno              | 10 | 3 | 9  | 12 | 6  | 10  |
| 6.   | Antonín Melka    | Rytíři Kladno              | 9  | 5 | 4  | 9  | 22 | 3   |
| 7.   | Jiří Říha        | Rytíři Kladno              | 10 | 5 | 4  | 9  | 18 | 7   |
| 8.   | Marek Račuk      | LHK Jestřábi Prostějov     | 7  | 4 | 5  | 9  | 14 | 1   |
| 9.   | Adam Zeman       | HC Dukla Jihlava           | 10 | 4 | 4  | 8  | 14 | 5   |
| 10.  | Ladislav Zikmund | Rytíři Kladno              | 9  | 3 | 5  | 8  | 14 | 9   |

#### Hodnocení brankářů
Toto je konečné pořadí nejlepších deset brankářů.
| Poř. | Hráč          | Tým                        | Z  | MIN | OG | PZ  | PS  | POG  | Úsp%  |
| ---- | ------------- | -------------------------- | -- | --- | -- | --- | --- | ---- | ----- |
| 1.   | Petr Kváča    | ČEZ Motor České Budějovice | 6  | 359 | 6  | 144 | 150 | 1.00 | 96.00 |
| 2.   | Lukáš Cikánek | Rytíři Kladno              | 10 | 597 | 17 | 296 | 313 | 1.71 | 94.57 |
| 3.   | David Gába    | VHK ROBE Vsetín            | 7  | 367 | 14 | 185 | 199 | 2.29 | 92.96 |
| 4.   | Jakub Neužil  | LHK Jestřábi Prostějov     | 7  | 435 | 20 | 259 | 279 | 2.76 | 92.83 |
| 5.   | Jan Strmeň    | ČEZ Motor České Budějovice | 5  | 299 | 10 | 109 | 119 | 2.01 | 91.60 |
| 6.   | David Honzík  | HC Dukla Jihlava           | 5  | 299 | 15 | 156 | 171 | 3.01 | 91.23 |
| 7.   | Ondřej Bláha  | AZ Residomo Havířov        | 6  | 354 | 14 | 138 | 152 | 2.37 | 90.79 |
| 8.   | Tomáš Král    | HC Stadion Litoměřice      | 4  | 249 | 16 | 146 | 162 | 3.86 | 90.12 |
| 9.   | Lukáš Klimeš  | HC Zubr Přerov             | 5  | 263 | 16 | 134 | 150 | 3.65 | 89.33 |
| 10.  | Jan Šelepněv  | VHK ROBE Vsetín            | 6  | 363 | 21 | 166 | 187 | 3.47 | 88.77 |